# Odette Bancilhon
Pour les articles homonymes, voir Bancilhon.
Odette Bancilhon, née le 22 septembre 1908 à Molezon (Lozère) et morte le 22 octobre 1993 à Alès, est une astronome française, active dans les années 1930 et 1940 à l'observatoire d'Alger. Toutes ses publications sont signées O. Bancilhon, pratique courante à l'époque.
Elle découvrit l'astéroïde (1333) Cevenola.
Plus tard, elle épousa son collègue Alfred Schmitt dans les années 1940, et était connue professionnellement comme O. Schmitt-Bancilhon.
L'astéroïde (1713) Bancilhon est nommé en son honneur.
| (1333) Cevenola | 20 février 1934 |